# Metopilio hispidus
Espèce
Metopilio hispidus est une espèce d'opilions eupnois de la famille des Globipedidae.

## Distribution
Cette espèce est endémique du Mexique. Elle se rencontre à Mexico et dans les États de Mexico et du Michoacán.

## Description
Le mâle holotype mesure 4,5 mm.

## Systématique et taxinomie
Cette espèce a été décrite par Roewer en 1915.

## Publication originale
- Roewer, 1915 : « 106 neue Opilioniden. » Archiv für Naturgeschichte, vol. 81, no 3, p. 1–152 (texte intégral).